# کریستی چوسه
کریستی چوسه (آلبانیایی: Kristi Qose؛ زادهٔ ۱۰ ژوئن ۱۹۹۵) بازیکن فوتبال اهل آلبانی است.
از باشگاه‌هایی که در آن بازی کرده‌است می‌توان به باشگاه فوتبال پائوک اشاره کرد.
وی همچنین در تیم‌های ملی فوتبالزیر ۲۱ سال آلبانی، و آلبانی بازی کرده‌است.